# Сан-Мартін (газоконденсатне родовище)
Сан-Мартін — перуанське газоконденсатне родовище, розташоване на сході країни в департаменті Куско, в 500 км від столиці країни Ліми. Відноситься до нафтогазоносного басейну Southern Ucayali. Перше за часом відкриття із гігантських газових родовищ цього басейну, станом на 2016 рік друге за розміром підтверджених запасів.

## Опис
Родовище відкрите у 1984 році розвідувальною свердловиною San Martin-1x, пробуреною компанією SEPP, що відносилась до сфери нафтогазового гіганту Shell. В середині 1990-х оператор робіт в басейні Ucayali змінився на іншу пов'язану із Shell компанію SPDP. Остання встигла виявити у 1998-му на захід від Сан Мартін ще одне значне родовище Пагорені, проте практично одразу вімовилась від робіт на блоці в цілому. Тому в 2000 році уряд Перу обрав для розробки нових партнерів, якими стали аргентинські  Pluspetrol (36 %) та Tecpetrol (10 %), американська Hunt Oil (36 %) та південнокорейська SK Corporation (18 %).
Продуктивні пласти виявлені у відкладеннях формацій Noi та Ene (перм) та Upper Nia (крейда). В усіх випадках колекторами є пісковики, проте в пермських формаціях вони утворились внаслідок еолових процесів, а у крейдовому періоді — внаслідок алювіальних.  
На початку 2009 року компанія Gaffney, Cline&Accociates провела аудит запасів родовища Сан-Мартін. За її висновком залишкові запаси складали: за категорією Р1 (підтверджені) 58 млрд м³ газу і 114 млн барелів ЗНГ та конденсату, за категорією 2Р (підтверджені+ймовірні) 71 млрд м³ газу і 138 млн барелів ЗНГ та конденсату. При цьому накопичений видобуток на цей момент вже склав 21 млрд м³ та 53 млн барелів, а до уваги приймались лише поклади формації Nia, тоді як формації Noi та Ene розглядались як перспективні в плані подальшої розвідки.
Через певний час інша компанія DeGolyer&MacNaughton визначила розмір залишкових запасів вуглеводнів на кінець 2011 року за категорією Р1 у 131 млрд м³, за категорією 2Р у 143 млрд м³, в тому числі 32 млрд м³ припадало на формації Noi та Ene.
Газ родовища окрім метану (80,5 %), містить велику кількість етану (до 10 %), пропану та бутану (5,5 %) та більш ніж 3 % фракцій С5+.
Родовище розташоване у верхів'ях Амазонки в районі відомому як Bajo Urubamba. Річка Урубабма є головною транспортною комунікацією району, яка втім також не вповні придатна для використання в період з листопада по березень, коли тут йдуть затяжні дощі. Доставка вантажів до родовища відбувається від базового табору Las Malvinas, розташованого на згаданій річці у 15 км від Сан-Мартін. Саме з Сан-Мартін у 2004 році розпочався видобуток газу за проектом Камісеа, який також передбачає розробку інших великих родовищ басейну Southern Ucayali, зокрема Кашіріарі, розташованого південніше від Сан-Мартін.
На початковому етапі частина видобутого газу закачується назад в резервуар для збільшення вилучення важких фракцій, а також через відсутність достатнього попиту. Очікується, що після 2020 року із зростанням попиту ця практика буде припинена.
Поставка продукції родовища споживачам здійснюється через газопровід Камісеа – Ліма та трубопровід для ЗНГ Камісеа — Піско.